# Ettore Bertolè Viale

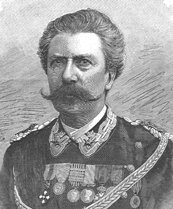

Ettore Bertolè Viale, född 25 november 1829 i Genua, död 13 november 1892 i Turin, var en italiensk militär och politiker. 
Bertolè Viale deltog i Krimkriget samt i fälttågen 1859 och 1866, under det sistnämnda utnämnd till generalintendent och generalmajor. Åren 1860–80 var han ledamot av deputeradekammaren, där han tillhörde högra centern, och utnämndes 1881 till senator. Han var krigsminister 1867–69 i Luigi Federico Menabreas, 1887 i Agostino Depretis och 1887–91 i Francesco Crispis kabinett.